# Alamata (woreda)
Alamata (Tigrinya : ኣላማጣ) est un woreda de la région du Tigré, en Éthiopie. Faisant partie de la zone Debubawi, Alamata est bordé au sud et à l'ouest par la région Amhara, au nord-ouest par Ofla, et au nord-est par Raya Azebo. Les villes d'Alamata incluent Waja. La ville d'Alamata est une entité distincte et est entourée du woreda d'Alamata.
Distinguée par de petites montagnes ondulées à faible couverture végétale, Alamata a une altitude qui varie entre 1 178 et 3 148 mètres, qui se déversent dans la vallée d'Alamata. Huit des associations paysannes sont situées dans la vallée, tandis que deux sont situées dans les hautes terres intermédiaires dont l'altitude varie entre 1500 et 3 148 mètres.
Une institution de microfinance opère à Alamata, la Dedebit Credit and Saving Institution SC (DSCI), avec trois sous-branches : une au centre administratif, une autre à Waja, et la troisième à Merewa kebele. La DSCI compte environ 10 000 clients ici. Il existe 11 coopératives polyvalentes dans ce woreda, une pour chaque kebele et la dernière située à Alamata ; toutes sauf une ont été organisées et enregistrées conformément à la nouvelle loi sur les coopératives, avec environ 3 541 membres. En plus de ces coopératives, il y a 4 coopératives d'épargne et de crédit, toutes basées dans les zones rurales, et 2 coopératives de construction qui sont basées dans les zones urbaines.
Ce woreda était l'une des quinze plus importantes zones de production de coton en Éthiopie dans les années 1950, à l'exclusion de l'Érythrée. Un projet conjoint du ministère de l'Agriculture et de l'ICA visant à améliorer la production de coton dans le district d'Alamata s'est déroulé en 1954-55. Le département zonal de l'eau, des mines et de l'énergie a annoncé le 15 août 2009 que 84 des 100 puits prévus dans les woredas d'Alamata et de Raya Azebo ont été achevés pour un coût de 40 millions de Birr. Ces puits devraient permettre d'irriguer plus de 3 000 hectares de terres et profiter à plus de 13 000 agriculteurs.

## Démographie
La population se compose de plusieurs groupes ethniques :
- les tigréens, qui occupent la majeure partie du woreda,
- les oromos, qui forment un ancien groupe de population dans le graben de Raya et qui ont été partiellement assimilés aux Tigréens environnants - la langue n'est plus utilisée au quotidien ; ils vivent dans des villages dispersés dans la zone plus large entre Alamata, Mohoni et Chercher,
- les afars, qui partagent des colonies sur les montagnes à l'est de Raya,
- les Amhara, qui vivent généralement au sud de la rivière Gobu.

Dans les grandes villes situées le long de la route principale, l'amharique est fréquemment utilisé comme langue commerciale. Les Tigréens et les Oromos assimilés qui vivent sur les escarpements et dans le graben de Raya pratiquent principalement la petite agriculture, utilisant souvent l'irrigation par déversement des crues de l'escarpement. Ces dernières années, ils se sont lancés dans l'agriculture irriguée de saison sèche, stimulés par les pompes à eau souterraines mises en place par le gouvernement et par l'imitation des fermes commerciales qui ont été attirées. Les habitations se trouvent principalement le long des routes et ont un toit en fer. Les Tigréens et les Amhara sont majoritairement des chrétiens orthodoxes, bien que certains villages suivent l'islam, comme certains villages du fond du graben de Raya. Les pasteurs afars voisins pratiquent la transhumance, pendant les périodes de sécheresse, vers des zones éloignées, notamment vers l'escarpement et les hauts plateaux de la région du Tigré. Les déplacements vers les hautes terres du Tigré permettent aux pasteurs afars de faire paître leur bétail sur une végétation plus dense ainsi que sur les chaumes des terres cultivées.
D'après le recensement national de 2007 réalisé par l'Agence centrale des statistiques d'Éthiopie (CSA), ce woreda compte une population totale de 85 403 habitants, soit une augmentation de 26,56 % par rapport au recensement de 1994, dont 42 483 hommes et 42 920 femmes ; 4 563 ou 5,34 % sont des habitants urbains. Avec une superficie de 1 952,14 kilomètres carrés, Alamata a une densité de population de 43,75, ce qui est inférieur à la moyenne de la zone qui est de 53,91 personnes par kilomètre carré. Un total de 20 532 ménages a été recensé dans ce woreda, soit une moyenne de 4,16 personnes par ménage, et 20 107 unités de logement. 80,27 % de la population se déclarent chrétiens orthodoxes, et 19,68 % musulmans.
Le recensement national de 1994 a fait état d'une population totale pour ce woreda de 93 659 personnes, dont 45 521 hommes et 48 138 femmes ; 32 229 personnes, soit 34,41 % de sa population, vivaient en milieu urbain. Les trois principaux groupes ethniques recensés à Alamata sont les Tigréens (62,19 %), les Amhara (33,91 %) et les Oromo (2,24 %) ; tous les autres groupes ethniques représentent 1,66 % de la population. Le tigrinya était la première langue de 61,36 % de la population, l'amharique de 36,48 % et l'oromo de 1,36 % ; les 0,8 % restants parlaient toutes les autres langues primaires signalées. 78,35 % de la population pratiquent le christianisme orthodoxe éthiopien, et 21,45 % sont musulmans. En ce qui concerne l'éducation, 14,76% de la population était considérée comme alphabétisée, ce qui est inférieur à la moyenne de la zone qui est de 15,71% ; 20,65% des enfants âgés de 7 à 12 ans étaient à l'école primaire ; 3,09% des enfants âgés de 13 à 14 ans étaient au collège ; 3,38% des habitants âgés de 15 à 18 ans étaient au lycée. En ce qui concerne les conditions sanitaires, environ 91% des maisons urbaines et 43% de l'ensemble des maisons avaient accès à l'eau potable au moment du recensement ; environ 31% des maisons urbaines et 12% de l'ensemble disposaient de toilettes.

## Agriculture
Un recensement par sondage effectué par le CSA en 2001 a permis d'interroger 18 422 agriculteurs de ce woreda, qui détenaient en moyenne 0,84 hectare de terres. Sur les 15 533 hectares de terres privées recensées, 98,16% étaient en culture, 0,03% en pâturage, 0,5% en jachère, 0,27% en forêt et 1,04% étaient consacrés à d'autres usages. En ce qui concerne les terres cultivées dans ce woreda, 91,67% étaient plantées en céréales comme le teff et le sorgho - bien que l'orge soit la culture dominante en altitude -, 5,54% en légumineuses, 31 hectares en oléagineux et 33 en légumes. La superficie plantée en arbres fruitiers était de 43 hectares, tandis qu'aucun n'était planté en gesho. 61,26% des agriculteurs pratiquaient à la fois la culture et l'élevage, tandis que 23,92% ne pratiquaient que la culture et 14,82% que l'élevage. Le régime foncier dans ce woreda est réparti entre 72,66% de propriétaires et 27,25% de locataires ; le nombre de personnes détenant d'autres formes de régime foncier n'est pas connu,. Parthenium hysterophorus (ou herbe du congrès) serait une menace croissante pour la production céréalière à Alamata, ainsi que dans le woreda adjacent de Kobo dans la région d'Amhara. Les cultures de rente comprennent les pois fourragers, les féveroles, les lentilles, le teff et les poivrons.